# Klaus Flesche

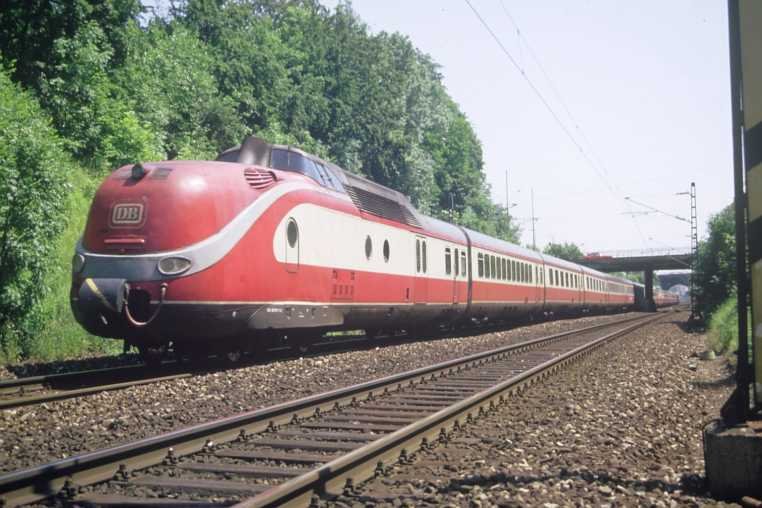
Deutsche Bundesbahns TEE-tåg

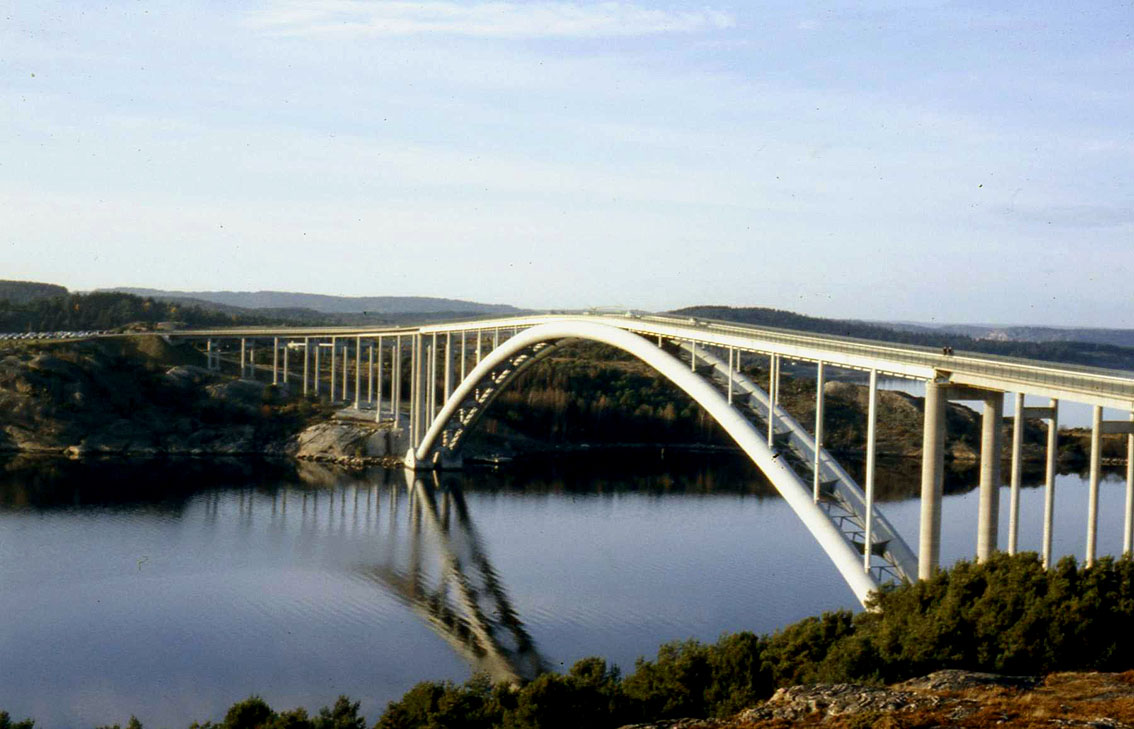
Almöbron (1960–1989)

Klaus Peter Flesche, född 20 december 1917 i Braunschweig, död 26 februari 1997 i Johannisberg, Rheingau, var en tysk industridesigner och arkitekt. 
Klaus Flesche  studerade arkitektur vid Technische Universität Braunschweig 1938-1941 varpå han arbetade vid olika industrier. 1946-1948 drev han en arkitektbyrå som arbetade med bostäder och industribyggnader. 1948-1951 var han vetenskaplig assistent vid Technische Universität Braunschweig. Han kom från 1951 att leda MAN AG:s avdelning för industridesign. För MAN formgav Flesche tåg, hamnkranar, lastbilar och bussar. Bland Flesches mest känd skapelser hör Trans-Europ-Express för Deutsche Bundesbahn (1957), vagnstypen WSV GTW 72 för Wuppertals hängbana och tunnelbanetågen för Münchens tunnelbana. Hans verk visades vid documenta III i Kassel 1964. I Sverige formgav Flesche en bro över Askeröfjorden.